# Fernand Demets
Ferdinand Charles Gustave (Fernand) Demets (ur. 18 marca 1884, zm. 29 września 1952) – belgijski przemysłowiec, polityk, senator.
Był członkiem władz samorządowych Anderlechtu od 1911 do 1927 i burmistrzem tego miasta od 1919 do 1927. Pełnił mandat senatora od 1929 do 1945. Od 1940 do 1945 był wiceprezesem Partii Liberalnej. Od 1945 do 1945 był ministrem obrony Belgii. Od 1945 do 1951 sprawował stanowisko gubernatora Brabancji.
W 1932 został odznaczony Krzyżem Komandorskim Orderem Odrodzenia Polski.